# みかわ絵子
みかわ 絵子（みかわ えこ）は、日本の漫画家。夫は漫画家の高嶋栄充

## 来歴
2014年に『red hospice』がアフタヌーン四季賞2014年夏のコンテストに準入選。『36歳の女子高生』が第65回ちばてつや賞大賞を受賞。同作は『モーニング』（講談社）2014年19号に掲載。
2015年、『のらりーまんとにーと姉ちゃん』が『good!アフタヌーン』（同）2号に掲載され、デビュー。
2016年9月、『good!アフタヌーン』10号より、青年と女優の青春ストーリー『ブタイゼミ』の連載を開始。
2018年4月より『少年ジャンプ+』（集英社）にて、『忘却バッテリー』の連載を開始。みかわは野球に詳しいわけではなかったが、『ブタイゼミ』の題材が「演劇」とニッチであったため、「母数の広いジャンルにしたい」と考え、夫が野球経験者ということもあり、野球を題材に選んでいる。

## 作風
『忘却バッテリー』では「鋭いギャグと熱いシーンが魅力的」とされている。

## 作品リスト

### 連載
- ブタイゼミ（『good!アフタヌーン』2016年10号[5] - 2017年10号[8]）
- 忘却バッテリー（『少年ジャンプ+』2018年4月[6] - 連載中）

### 読み切り
- 36歳の女子高生（『モーニング』2014年19号[4]）
- 続・36歳の女子高生（『Dモーニング』新人増刊号 2014夏[9]）
- のらりーまんとにーと姉ちゃん（『good!アフタヌーン』2015年2号[2]）
- SF男女物語（『少年ジャンプ+』2017年12月15日[10]）

### 書籍
- 『ブタイゼミ』、講談社〈アフタヌーンコミックス〉2017年、全2巻
  1. 2017年3月7日発売[11]、ISBN 978-4-06-388241-4
  2. 2017年10月6日発売[12]、ISBN 978-4-06-388293-3
- 『忘却バッテリー』、集英社〈ジャンプコミックス〉2018年 - 刊行中、既刊21巻（2025年4月4日現在）

## 師匠
- 瀬尾公治[7]
- 二宮裕次 - 瀬尾公治の元でのアシスタント仲間で、友人であり、師匠[7]。